# کیلیکورا
کیلیکورا (به اسپانیایی: Quilicura) یک شهرستان در شیلی است که در استان سانتیاگو واقع شده‌است. کیلیکورا ۵۷٫۵ کیلومتر مربع مساحت و ۲۰۳٬۹۴۶ نفر جمعیت دارد.